# Micropogonias fasciatus
Micropogonias fasciatus is een  straalvinnige vissensoort uit de familie van ombervissen (Sciaenidae). De wetenschappelijke naam van de soort is voor het eerst geldig gepubliceerd in 1961 door de Buen.
De soort staat op de Rode Lijst van de IUCN als Onzeker, beoordelingsjaar 2009.